# Costa Noroeste de Cádiz
Die Costa Noroeste de Cádiz ist eine Comarca in der andalusischen Provinz Cádiz.

## Geschichte
Das Gebiet der Comarca gehörte früher zum Königreich Sevilla.
Die Comarca wurde, wie alle Comarcas in der Autonomen Gemeinschaft Andalusien, mit Wirkung zum 28. März 2003 eingerichtet.

## Geographie
|                    | Provinz Sevilla                             |                  |
| Atlantischer Ozean | Kompassrose, die auf Nachbargemeinden zeigt | Campiña de Jerez |
|                    | Golf von Cádiz                              | Bahía de Cádiz   |

Die Marismas del Guadalquivir und der Natur- und Nationalpark Coto de Doñana liegen teilweise auf dem Gebiet der Comarca.

## Religion
Alle Gemeinden der Comarca sind dem Bistum Asidonia-Jerez des Erzbistums Sevilla zugeordnet.

## Gemeinden
| Gemeinde                        | Einwohner (2024) | Fläche km² | Dichte Einw./km² | Cod INE | Postleitzahl |
| ------------------------------- | ---------------- | ---------- | ---------------- | ------- | ------------ |
| Chipiona                        | 19.915           | 32,92      | 605              | 11016   | 11550        |
| Rota                            | 29.552           | 84,01      | 352              | 11030   | 11520        |
| Sanlúcar de Barrameda           | 69.876           | 170,93     | 409              | 11032   | 11540        |
| Trebujena                       | 7.015            | 70,00      | 100              | 11037   | 11560        |
| Comarca Costa Noroeste de Cádiz | 126.358          | 357,86     | 353              | –       | –            |

## Nachweise
1. ↑  Instituto Nacional de Estadística Municipal Register of Spain
2. ↑  Orden de 14 de marzo de 2003, por la que se aprueba el mapa de comarcas de Andalucía a efectos de la planificación de la oferta turística y deportiva, Boletín Oficial de la Junta de Andalucía (Amtsblatt der Regierung von Andalusien), Nr. 59 vom 27. März 2003, S. 6248